# Damalis cinctipes
Damalis cinctipes là một loài ruồi trong họ Asilidae. Damalis cinctipes được Walker miêu tả năm 1871.